# فوكه-وولف تريبفلوجل
فوكه-ڤولف تريبفلوجل (بالألمانية: Focke-Wulf Triebflügel)، أو تريب فلوجليجر (بالألمانية: Triebflügeljäger)، والتي تعني حرفيًا «الصياد ذو الأجنحة الدافعة»، كانت تصورًا ألمانيًّا لطائرة صممت في عام 1944، خلال المرحلة الأخيرة من الحرب العالمية الثانية، كوسيلة دفاع ضد غارات الحلفاء المتزايدة على وسط ألمانيا. هي طائرة اعتراضية ذات إقلاع وهبوط عمودي للدفاع المحلي عن المصانع أو المناطق المهمة التي بها مطارات صغيرة أو لا يوجد بها مطارات على الإطلاق.
لم تصل تريبفلوجل إلا إلى مرحلة اختبار نفق الرياح عندما وصلت قوات الحلفاء إلى مرافق الإنتاج. لم يُبني نموذج أولي كامل على الإطلاق.

## التصميم
كان التصميم غير عادي على نحو خاص. لم يكن لها أجنحة، قدمت قوة الرفع والدفع مجموعة دوارة/مروحة تقع في مسافة 1/3 من جانب الطائرة (في منتصف جسم الطائرة تقريبًا بين قمرة القيادة وأجنحة الذيل). عند جلوس الطائرة على ذيلها في الوضع الرأسي، تعمل الدوارات تعمل بشكل مشابه للطائرات المروحية. عند الطيران أفقيًّا، فإنها تعمل مثل مروحة دفع عملاقة.
رُكبت شفرات الدوار الثلاثة على مجموعة حلقات مدعومة بمحامل، مما يسمح بالدوران الحر حول جسم الطائرة. في نهاية كل شفرة محرك نفاث. لبدء دوران الدوارات، كان من الممكن استخدام صواريخ بسيطة. ومع زيادة السرعة، كان تدفق الهواء كافيًا لعمل المحركات النفاثة، مع توقف الدفع النفاث. يمكن تغيير درجة ميل الشفرات بتأثير تغيير السرعة والرفع الناتج. لم يكن هناك عزم رد فعل يسبب دورانًا معاكسًا لجسم الطائرة، حيث دُفعت شفرات الدوار عند أطرافها بواسطة محركات نفاثات. يُنقل الوقود في خزانات جسم الطائرة، ويُضخ عبر حلقة الدعم المركزية وعلى طول الدوارات إلى النفاثات.
يتكون الذيل الصليبي في الجزء الخلفي من جسم الطائرة من أربع أجنحة ذيلية، مزودة بجنيحات متحركة تعمل أيضًا كدفة ومصاعد مشتركة. كان من المفترض أن يوفر ذيل الطائرة وسيلة للطيار للتحكم في ميل جسم الطائرة للدوران في نفس اتجاه الدوار، بسبب احتكاك حلقة الدوار، بالإضافة إلى التحكم في الطيران في الميلان والانقلاب والانحراف.
عجلة واحدة كبيرة ومثبتة في الطرف الأقصى من جسم الطائرة توفر الهيكل السفلي الرئيسي. وُضعت أربع عجلات صغيرة على دعامات قابلة للتمدد في نهاية كل ذيل لتثبيت الطائرة على الأرض والسماح لها بالتحرك. كانت العجلات الرئيسية والعجلات الخارجية مغطاة بأبواب صدفية انسيابية أثناء الطيران.
عند الإقلاع، تُوجَه الدوارات لإعطاء الرفع بطريقة مماثلة لطائرة مروحية. بمجرد أن تصل الطائرة إلى ارتفاع كاف، يميلها الطيار إلى مستوى الطيران. استمرت الدوارات في الدوران في رحلة مستوية، مع الحفاظ على 220 دورة في الدقيقة عند أقصى سرعة أمامية للطائرة.

### تصاميم طائرات مماثلة
كان هذا التصميم فريدًا من نوعه بين طائرات الإقلاع والهبوط العمودي في القرن العشرين وغيرها من تصورات الطائرات الألمانية الأخرى. أظهرت بعض الدراسات التصميمية المبكرة لمركبة الفضاء Rotary Rocket Roton في تسعينيات القرن العشرين استخدام دوار حر الدوران مع دوارات مدفوعة بالطرف توفر الرفع.
في الخمسينيات من القرن العشرين، قامت الولايات المتحدة ببناء نماذج أولية لطائرات ذيلية ( لوكهيد إكس إف في، وكونفاير إكس إف واي بوجو)، ولكن هذه الطائرات كانت تعمل بمحركات توربينية تقليدية، مع مراوح تدور عكس اتجاه عقارب الساعة مثبتة في المقدمة لمقاومة عزم الدوران. كما استخدموا أجنحة تقليدية للرفع، كانت ذيولها الصليبية مع معدات الهبوط المتكاملة قابلة للمقارنة إلى حد بعيد مع تريبفلوجل.